# Cymatopleura

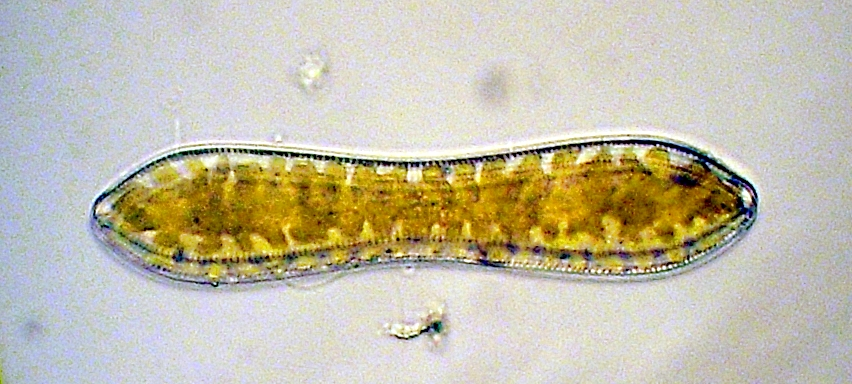
Cymatopleura solea

Cymatopleura ist eine Gattung der Kieselalgen (Bacillariophyta) mit 9 Arten im Süßwasser.

## Merkmale
Die Zellen haben die für Kieselalgen typische Schale aus zwei Theken. Die Schale ist in Seitenansicht rechteckig, in Schalenansicht ist sie breit elliptisch oder schiffchenförmig und in der Mitte häufig verschmälert. Nahe dem Schalenrand befindet sich eine umlaufende Kanalraphe. Die Schalen sind quergewellt. Die Zelle hat einen zentral stehenden Zellkern und einen wandständigen Plastiden, dessen zwei Lappen unter den Schalen liegen, goldbraun und gelappt ist. Die Zellen sind 25 bis 300 Mikrometer lang.
Die ungeschlechtliche Fortpflanzung erfolgt durch die typische Zweiteilung der Kieselalgen. Geschlechtliche Fortpflanzung erfolgt durch Isogamie, wobei pro Zelle ein Gamet gebildet wird. Im Anschluss erfolgt während der Auxosporenbildung die Zellvergrößerung.

## Vorkommen
Cymatopleura lebt vorwiegend epiphytisch auf Wasserpflanzen und Fadenalgen. Sie kommen in stehenden und fließenden Gewässern vor.

## Arten
Die Gattung umfasst neun Arten
- Cymatopleura angulata
- Cymatopleura apiculata
- Cymatopleura brunii
- Cymatopleura cochlea
- Cymatopleura elliptica
- Cymatopleura hibernica
- Cymatopleura nobilis
- Cymatopleura solea
- Cymatopleura spiralis

## Belege
- Karl-Heinz Linne von Berg, Michael Melkonian u. a.: Der Kosmos-Algenführer. Die wichtigsten Süßwasseralgen im Mikroskop. Kosmos, Stuttgart 2004, ISBN 3-440-09719-6, S. 210.